# Паата Шамуґія
Паата Шамуґія (груз. პაატა შამუგია) — один із найвпливовіших та найпровокативніших сучасних поетів Грузії-Сакартвело. Найбільшу популярність автору принесла його книжка «Шкіра пантери» 2006 року, в якій автор зробив переоцінку центральному твору традиційної літератури Сакартвело «Витязь у тигровій шкурі». Питання про цю книжку Паати навіть розглядав парламент і стояло питання про відлучення автора від церкви. 2015 року він видав книжки «Шизо-національні вірші», завдяки якій поет отримав премію SABA.